# Blepephaeus succinctor
Blepephaeus succinctor es una especie de escarabajo longicornio del género Blepephaeus, subfamilia Lamiinae. Fue descrita científicamente por Chevrolat en 1852.
Se distribuye por China, India, Malasia, Birmania, Nepal, Tailandia y Vietnam. Mide 15-27 milímetros de longitud. El período de vuelo ocurre en los meses de mayo, junio y julio.